# China Forbes
Pour les articles homonymes, voir Forbes (homonymie).
China Forbes, née le 29 avril 1970 à Cambridge, Massachusetts, est une chanteuse américaine, une des deux figures dominantes du groupe Pink Martini.

## Biographie
Née dans la ville américaine de Cambridge, dans l'État du Massachusetts, China Forbes est la fille de Cameron D. Forbes et de Peggy Forbes. Elle est diplômée de la Phillips Exeter Academy en 1988, puis diplômée cum laude de Harvard en 1992, où elle rencontre Thomas M. Lauderdale, avec qui elle se lie d'amitié. Les deux se rencontrent régulièrement, le pianiste accompagnant les arias chantés par China. Ces airs sont souvent extraits d'opéras de Puccini et de Verdi.
Après son diplôme d'Harvard en arts graphiques reçu avec mention, elle se lance dans une carrière d'actrice pendant plusieurs années et joue dans des productions Off-Broadway à New York. Elle devient ensuite musicienne et compose Ordinary Girl, une chanson provenant de la série télévisée dans laquelle elle joue, Clueless, et enregistre Que sera sera utilisée, en 2003, dans le film In the Cut.
Plus tard, Lauderdale, qui vivait alors à Portland, dans l'Oregon, lui demande de l'aide pour le groupe qu'il a fondé, Pink Martini. Trois ans plus tard, en 1998, China déménage à Portland pour travailler à temps complet avec le groupe.
Depuis 1998, elle vit à Portland et est mariée avec Creg Valline, un opticien dont la boutique sert également de galerie d'art. C'est Thomas Lauderdale, ami de longue date de Creg Valline, qui les a présentés l'un à l'autre.
Une des deux grand-mères de China Forbes était française et China a appris le français dès son enfance, ce qui explique son aisance naturelle pour s'exprimer et chanter dans cette langue. Thomas Lauderdale a appris le français dans le cadre de ses études universitaires en histoire et en littérature.
Par ailleurs, China, ainsi que plusieurs autres des musiciens du groupe, parle et chante couramment l'espagnol. En avril 2011, elle est remplacée au sein du groupe par Storm Large à cause d'une opération des cordes vocales lui interdisant le chant pendant au moins une année.

## Discographie

### Albums
- Love Handle (1995)
- '78  (2008)

### Singles
- Rise  (2021)

## Source
- (en) Cet article est partiellement ou en totalité issu de l’article de Wikipédia en anglais intitulé « China Forbes » (voir la liste des auteurs).